# دونكيشوت (مسلسل)
الدون كيشوت مسلسل كرتون للاطفال تمت دبلجته في الأردن إلى اللغة العربية في أواخر السبعينات، وتم عرضه على شاشة التلفزيون الأردني في بداية الثمانينات. كانت الدبلجة بصوت الممثل الأردني الراحل أسامة المشيني والراحل محمود مساعد ونخبه من الممثلين الأردنيين. ويتكون من أكثر من ثلاثين حلقة، ويحكي المسلسل قصة رواية الدون كيشوت المشهورة كواحدة من روائع الأدب العالمي. وتحكي قصة المسلسل عن المغامر العجوز دون كيشوت وحصانه، حيث قرر الدون كيشوت أن يصبح فارسا جوالا يساعد المحتاجين ويدافع عن المظلومين ويهب لنجدة النساء، وكل ذلك نتيجة لقراءته الكثير من كتب الفروسية التي تحكي مغامرات الفرسان الجوالين في العصور الوسطى.

## وصلات خارجية
- دونكيشوت على موقع IMDb (الإنجليزية)
- دونكيشوت على موقع فيلمافينيتي (الإسبانية)
- دونكيشوت على موقع قاعدة بيانات الفيلم (الإنجليزية)
- دونكيشوت على موقع ليتربوكسد (الإنجليزية)
- دونكيشوت على موقع كينوبويسك (الروسية)
- دونكيشوت على موقع قاعدة بيانات الفيلم (الإنجليزية)

[[تصنيف:تصنيف